# Psylloidea
Psylloidea — надродина комах ряду Напівтвердокрилі (Hemiptera). 

## Опис
Всі представники групи є дрібними комахами до 5 мм завдовжки. Задні кінцівки призначені для стрибання. Груди міцної структури, спина вигнута. Крила добре розвинені. Жилкування крил є визначальним для класифікації видів.

## Вороги
На клопів Psylloidea полюють павуки, хижі клопи родин Miridae, Anthocoridae, Nabidae, жуки-сонечка, паразитарні перетинчастокрилі. Також на них полює хижий гриб Entomophthora sphaerosperma.

## Класифікація
Psylloidea містить наступні родини:
- Aphalaridae
- Calophyidae
- Carsidaridae
- Homotomidae
- Phacopteronidae
- Psyllidae
- Triozidae